# Tour de France 2017/16. Etappe
Die 16. Etappe der Tour de France 2017 fand am 18. Juli 2017 statt. Die Etappe führte über 165 Kilometer von Le Puy-en-Velay im Zentralmassiv nach Romans-sur-Isère im Rhonetal. Im ersten Teil des Tagesabschnitts im Mittelgebirge gab es zwei Bergwertungen, eine der dritten und eine der vierten Kategorie. Anschließend verlief die Etappe im Flachen, wo es nach 121,5 Kilometern in Chantelmere-les-Bles einen Zwischensprint gab.
Etappensieger im Sprint des Vorderfeld wurde Michael Matthews, dessen Team Sunweb in den Steigungen kurz nach dem Start dafür sorgte, dass eine Gruppe u. a. mit seinem Konkurrenten im Kampf um das Grüne Trikot, Marcel Kittel, den Anschluss verlor. Bei Seitenwind teilte sich das Feld 15 Kilometer vor dem Ziel auf einer Windkante erneut. In der ersten Gruppe fehlten der bisherige Gesamtfünfte Daniel Martin und der bisherige Gesamtneunte Louis Meintjes, die mit der zweiten Gruppe 51 Sekunden verloren, sowie der bisherige Gesamtzehnte Alberto Contador, der in der dritten Gruppe 1:33 Minuten verlor. Chris Froome verteidigte als 13. der ersten Gruppe hingegen sein Gelbes Trikot.

## Punktewertungen
| Zwischensprint in Chantemerle-les-Blés nach 121,5 km auf 187 m |                        |                            |         |
| 1.                                                             | Australien             | Michael Matthews (SUN)     | 20 Pkt. |
| 2.                                                             | Deutschland            | André Greipel (LTS)        | 17 Pkt. |
| 3.                                                             | Italien                | Sonny Colbrelli (TBM)      | 15 Pkt. |
| 4.                                                             | Niederlande            | Ramon Sinkeldam (SUN)      | 13 Pkt. |
| 5.                                                             | Australien             | Damien Howson (ORS)        | 11 Pkt. |
| 6.                                                             | Kolumbien              | Esteban Chaves (ORS)       | 10 Pkt. |
| 7.                                                             | Schweiz                | Michael Albasini (ORS)     | 9 Pkt.  |
| 8.                                                             | Belgien                | Jens Keukeleire (ORS)      | 8 Pkt.  |
| 9.                                                             | Vereinigtes Konigreich | Simon Yates (ORS)          | 7 Pkt.  |
| 10.                                                            | Niederlande            | Albert Timmer (SUN)        | 6 Pkt.  |
| 11.                                                            | Vereinigtes Konigreich | Steve Cummings (DDD)       | 5 Pkt.  |
| 12.                                                            | Deutschland            | Christian Knees (SKY)      | 4 Pkt.  |
| 13.                                                            | Polen                  | Michał Kwiatkowski (SKY)   | 3 Pkt.  |
| 14.                                                            | Vereinigtes Konigreich | Scott Thwaites (DDD)       | 2 Pkt.  |
| 15.                                                            | Italien                | Alessandro De Marchi (BMC) | 1 Pkt.  |

| Etappenziel in Romans-sur-Isère nach 165 km auf 164 m |                        |                                   |         |
| 1.                                                    | Australien             | Michael Matthews (SUN)            | 30 Pkt. |
| 2.                                                    | Norwegen               | Edvald Boasson Hagen (DDD)        | 25 Pkt. |
| 3.                                                    | Deutschland            | John Degenkolb (TFS)              | 22 Pkt. |
| 4.                                                    | Belgien                | Greg Van Avermaet (BMC)           | 19 Pkt. |
| 5.                                                    | Frankreich             | Christophe Laporte (COF)          | 17 Pkt. |
| 6.                                                    | Belgien                | Jens Keukeleire (ORS)             | 15 Pkt. |
| 7.                                                    | Frankreich             | Tony Gallopin (LTS)               | 13 Pkt. |
| 8.                                                    | Belgien                | Tiesj Benoot (LTS)                | 11 Pkt. |
| 9.                                                    | Polen                  | Maciej Bodnar (BOH)               | 9 Pkt.  |
| 10.                                                   | Frankreich             | Romain Hardy (TFO)                | 7 Pkt.  |
| 11.                                                   | Sudafrika              | Reinardt Janse van Rensburg (DDD) | 6 Pkt.  |
| 12.                                                   | Kolumbien              | Rigoberto Uran (CDT)              | 5 Pkt.  |
| 13.                                                   | Vereinigtes Konigreich | Chris Froome (SKY)                | 4 Pkt.  |
| 14.                                                   | Vereinigtes Konigreich | Simon Yates (ORS)                 | 3 Pkt.  |
| 15.                                                   | Spanien                | Mikel Landa (SKY)                 | 2 Pkt.  |